# Datation potassium-argon
 (janvier 2021).
La datation potassium-argon (ou K-Ar) est une méthode de datation radiométrique qui permet de déterminer l'âge d'un échantillon de roche par la mesure des concentrations relatives des isotopes potassium 40 et argon 40.

## Méthodologie
La méthode de datation K-Ar s'applique à une roche provenant de la solidification d'un magma entièrement dégazé, et repose sur l'hypothèse que cette roche ne contenait pas d'argon au moment de sa formation.
Une datation de la roche est possible quand l'un des minéraux la constituant contient du potassium, et que le minéral a piégé la totalité de l'argon formé lors de la désintégration du 40K.
Les minéraux sont alors datés en mesurant les concentrations de 40K et de 40Ar accumulés. Le dosage de 40K et de 40Ar nécessite l'emploi de techniques raffinées de spectrométrie de masse mises en œuvre dans des laboratoires spécialisés.
La période radioactive du 40K est de 1,25 milliard d'années ; la méthode permet ainsi de dater des roches couvrant la quasi-totalité des âges géologiques avec une bonne précision.
Les minéraux les mieux adaptés à cette méthode sont la biotite, la muscovite et les feldspaths. La datation potassium-argon permet de dater les minéraux des roches métamorphiques et des roches volcaniques. Elle est particulièrement précieuse en archéologie préhistorique, notamment en Afrique de l'Est où les niveaux de cendres volcaniques sont fréquents dans les sites archéologiques. Elle a notamment permis de dater les sites d'Olduvaï et les traces de pas de Laetoli.

## Calcul de l'âge de la roche
Le potassium 40 est un radioisotope qui se désintègre concurremment par deux processus :
- la désintégration β− :  40
19K ⟶ 40
20Ca + e− + νe  (constante de désintégration : λβ = 4,962 × 10−10 an−1) ;
- la capture électronique :  40
19K + e− ⟶ 40
18Ar + νe + γ  (λε = 0,581 × 10−10 an−1).

L'âge de l'échantillon est obtenu au moyen de la formule suivante :
{\displaystyle t={\frac {1}{\lambda }}\ln \left[1+{\frac {\lambda }{\lambda _{\epsilon }}}\left({\frac {{}^{40}\mathrm {Ar} }{{}^{40}\mathrm {K} }}\right)\right]}  avec  {\displaystyle \lambda =\lambda _{\epsilon }+\lambda _{\beta }}
Lorsque le rapport isotopique {\displaystyle ({}^{40}\mathrm {Ar} /{}^{40}\mathrm {K} )} — égal au rapport des concentrations molaires de l'argon 40 et du potassium 40 — est suffisamment faible, la formule se simplifie en :
{\displaystyle t={\frac {1}{\lambda _{\epsilon }}}\left({\frac {{}^{40}\mathrm {Ar} }{{}^{40}\mathrm {K} }}\right)={\frac {1}{0{,}1048\ \lambda }}\left({\frac {{}^{40}\mathrm {Ar} }{{}^{40}\mathrm {K} }}\right)}.

## Limites de la méthode
L'âge obtenu est un âge modèle : pour que la datation potassium-argon soit valable, il faut pouvoir s'assurer que :
- l'argon 40 recueilli a bien pour unique origine la désintégration du potassium 40 contenu dans l'échantillon et non l'argon atmosphérique ;
- l'échantillon n'a pas perdu d'argon radiogénique[1].

La méthode de datation argon-argon permet de distinguer l'argon radiogénique de l'argon atmosphérique et permet aussi, dans de nombreux cas, de s'abstraire d'une perte partielle de l'argon radiogénique ; mais elle est techniquement plus difficile à mettre en œuvre.

### Incertitude interne vs incertitude totale
Comme pour toutes les méthodes de datation radiométrique, l'incertitude absolue (ou « totale ») de l'âge obtenu se compose d'une incertitude interne propagée à partir des incertitudes pesant sur les mesures faites sur l'échantillon considéré (notamment sa composition chimique et isotopique) et d'une incertitude externe propagée à partir des incertitudes pesant sur les grandeurs physiques inhérentes à la méthode employée (notamment la ou les constantes radioactives). Pour comparer des âges obtenus par la même méthode on peut ne prendre en considération que l'incertitude interne, mais pour comparer des âges obtenus par des méthodes différentes il faut utiliser l'incertitude totale. La distinction s'impose pour la méthode potassium-argon car la constante radioactive du potassium 40 n'est pas connue très précisément. L'incertitude interne est donc significativement plus petite que l'incertitude totale.
Pour les datations K-Ar et Ar-Ar il se pose un problème supplémentaire concernant la comparaison des âges obtenus par la même méthode mais à des époques différentes, car les valeurs recommandées pour la composition isotopique du potassium naturel et pour la constante radioactive du potassium 40, ainsi que pour la composition isotopique de certains échantillons standard utilisés pour recaler ces deux méthodes sur d'autres méthodes de datation, ont changé à plusieurs reprises. Les corrections nécessaires ne sont pas uniformes ni même de signe constant en raison de la non-linéarité du calcul de l'âge. Par exemple un âge d'1 Ma obtenu avant 1976 « vieillit » de 2,7 % lorsqu'il est recalculé avec les valeurs recommandées par l'IUGS en 1976, alors qu'un âge de 4,2 Ga « rajeunit » de 1,6 %. Un logiciel libre, complet et à jour en mai 2017, facilite les conversions nécessaires,.